# كرايغ راسيل (لاعب هوكي الحقل)
كرايغ راسيل (بالإنجليزية: Craig Russ)‏ هو لاعب هوكي الحقل نيوزيلندي، ولد في 10 مايو 1968.

## وصلات خارجية
- كرايغ راسيل على موقع أوليمبيديا (الإنجليزية)